# Alcsevszk
Alcsevszk (ukránul: Алчевськ) város Ukrajna keleti részén, a Luhanszki területen. 1895-ben alapították a települést, 1932-ben kapta meg a városi státuszt. Megközelítőleg 45 kilométerre van a területi székhelytől, Luhanszktól. 1931 és 1961 között a Vorosilovszk névet viselte, majd a Komunarszk (uránul: Комунарськ) nevet 1991-ig. Futball csapata az Alcsevszk Stal FC, amelyik a 2010-es években az ukrán első osztályában focizik.

## Népesség
| Lakosok száma | 111 360 | 105 398 | 107 438 |
|               | 2013    | 2018    | 2019    |

## Történelem
Alcsevszket 1895-ben alapították. 1903-ban kapta az Alcsevszk nevet egy ukrán származású orosz bankár és iparos, Olekszij Alcsevszkij után, aki Ukrajna keleti részének ipari fejlesztéseiről vált híressé. 1957–1961 között a város neve többször is változott Alcsevszkre, illetve Vorosilovszkra, ahogy Kliment Vorosilov személyi kultusza fokozatosan csökkent. Aztán a párizsi kommün tiszteletére megint megváltoztatták Alcsevszk nevét Kommunarszkra. 1991-től ismét Alcsevszk lett a Szovjetunió bukásával. A városban található Donecki Állami Műszaki Egyetemet 1957-ben alapították.
A város 2014. április közepén az oroszbarát szeparatista erők ellenőrzése alá került.

## Testvérvárosai
- Dunaújváros (Magyarország)
- Dąbrowa Górnicza (Lengyelország)
- Ereğli (Törökország)
- Kamjanszke (Ukrajna)

## Külső hivatkozások
- Az Alcsevszki Városi Tanács hivatalos oldala
- Nem hivatalos oldal
- Egy másik nem hivatalos oldala a Alcsevszk városnak
- Alcsevszk térképe Archiválva 2012. március 26-i dátummal a Wayback Machine-ben